# Gatlin Green
Gatlin Green (Franklin, 7 luglio 1997) è un'attrice e cantante statunitense.

## Carriera
Dopo aver iniziato a recitare per pubblicità televisive all'età di quattro anni, a partire dai cinque anni inizia ad esibirsi con il fratello Cooper, con il quale forma il duo Cooper and Gatlin, cantando varie canzoni per bambini. Dal 2010 partecipa alla serie radiofonica per bambini Adventures in Odyssey, prodotta dal 1987 per stazioni radio cristiano-evangeliche e distribuita a livello internazionale, mentre nel 2012 è co-protagonista con Cody Simpson nel film interattivo della Warner Bros. Finding Cody, distribuito su YouTube.
Nel 2015 appare nel video musicale di sensibilizzazione Open Your Heart, promosso dalla American Heart Association, ed entra nel cast principale della fiction Heroes Reborn.

## Filmografia

### Cinema
- Daltry Calhoun, regia di Katrina Holden Bronson (2005)
- Le follie di Kronk (Kronk's New Groove), regia di Saul Andrew Blinkoff e Elliot M. Bour (2005)
- Stranger in My Own Town – cortometraggio, regia di Josh Harrell (2012)
- Fortune Cookie – cortometraggio, regia di Josh Harrell (2012)
- Finding Cody, regia di Michael Canzoniero (2012)
- "Il segreto del suo passato" (2016) regia di:Randy Carter, genere Thriller, 82 minuti.

https://g.co/kgs/mYFps2
- Flock of Four, regia di Gregory Caruso – film (2017)
- Emerson Heights, regia di Jennifer Hook (2020)
- Birdie, regia di Gregory Alan Williams (2021)

### Televisione
- iShine KNECT – programma TV (2009)
- Twang – episodio pilota, inedito (2013)
- Liv e Maddie (Liv and Maddie) – serie TV, episodi 2x15-3x06 (2015)
- Il segreto del suo passato (His secret past), regia di Randy Carter (2015)
- Criminal Minds – serie TV, episodio 10x19 (2015)
- Astrid Clover - serie TV, 5 episodi (2015)
- Open Your Heart – video musicale (2015)
- His Secret Past – programma TV (2016)
- Roommates, serie TV episodi 1x02-1x10 (2016)
- Heroes Reborn – serie TV, 13 episodi (2015 - 2016)
- Brimming with Love – programma TV (2018)
- Code Black – serie TV, episodio 3X10 (2018)
- 30 caffè per innamorarsi (Brimming with Love), regia di W.D. Hogan - film TV (2018)

## Doppiatrici italiane
Nelle versioni in italiano delle opere in cui ha recitato, Gatlin Green è stata doppiata da:
- Gaia Bolognesi in Heroes Reborn
- Benedetta Gravina in Liv e Maddie
- Stella Gasparri in Code Black